# Mario Soldati
Mario Soldati   (Torí, 17 de novembre de 1906 - Tellaro, 19 de juny de 1999) va ser un novel·lista, periodista i director de cinema italià.
Després d'estudiar amb els jesuïtes, Soldati es va llicenciar en Lletres a la seva ciutat natal. Ja a Torí va conèixer Cesare Pavese i Carlo Levi. Es va formar freqüentant el món d'escriptors liberals i radicals que encapçalava Piero Gobetti (1901-1926), cèlebre escriptor antifeixista. Es va traslladar a Roma, on va estudiar Història de l'Art a l'Institut Superior. Des de 1929 fins a 1931, va viure als Estats Units gràcies a una beca. Al seu retorn a Itàlia, va desenvolupar una intensa activitat cinematogràfica.

## Literatura
A part d'un drama en tres actes, Pilato (1924), pot dir-se que l'activitat literària de l'autor comença amb els contes reconeguts ja de Salmace (1929), per a prosseguir amb America, primo amore (1935), Ventiquattro ore in uno studio cinematográfico (1935), La verità sul caso Motta (1941), L’amico gesuita (1943), Fuga in Italia (1947), A cena col commendatore (1950) -que conté una de les seves narracions més convincents: La giacca verde—, i Le lettere da Capri (1954). Amb el conjunt d'aquestes obres va aconseguir gran notorietat, i li va ser concedit el Premi Strega.
Van seguir La confessione (1955), que tracta un els seus temes dominants: com una obsessiva educació religiosa pot generar efectes contraris als que es proposa. A Il vero Silvestri (1957) pposa de manifest la impossibilitat de comunicació anímica. I racconti, (1927-1947), de 1958, La messa dei villeggianti (1959) i Storie di spetri (1962) són el preludi de la seva més ambiciosa incursió en el terreny de la novel·la: Le due Città (1964).
En contes i novel·les posteriors confirmaria la seva habilitat per a elaborar trames estranyes, amb tocs de "suspens" irònic. Les seves històries neixen del xoc entre el quotidià i l'absurd. Narrades amb ritme vivaç, plenes de forts contrastos i amb unes invencions morals i psicològiques més paradoxals.
Va ser molt lloat per Natalia Ginzburg, Cesare Garboli i Giorgio Bassani.

## Filmografia
Entre les seves nombroses pel·lícules com a director destaquen Piccolo mondo antico i Malombra, basades en les novel·les d'Antonio Fogazzaro, Le miserie de Monsù Travet, de la comèdia de V. Bersezio, Eugenia Grandet, La provinciale, La donna del fiume i Policarpo ufficiale d'escrittura.
També va participar amb un curtmetratge sobre Torí, en la pel·lícula col·lectiva 12 registi per 12 città rodada en 1989, amb motiu del Mundial de Futbol de 1990, disputat a Itàlia.

## Premis i distincions
Festival Internacional de Cinema de Canes
| Any  | Categoria      | Pel·lícula                        | Resultat   |
| ---- | -------------- | --------------------------------- | ---------- |
| 1959 | Millor comèdia | Policarpo, ufficiale di scrittura | Guanyadora |

## Obra literària (parcial)
- Pilato, Torino, Sei, 1924. (tragedia in tre atti)
- Salmace, Novara, «La Libra»,[6] 1929 (sei novelle) 1928; Milano, Adelphi, 1993 (con una nota di Cesare Garboli).
- America primo amore, Firenze, Bemporad, 1935.
- 24 ore in uno studio cinematografico, firmato come Franco Pallavera, Milano, Corticelli, 1935.
- La verità sul caso Motta, su «Omnibus», 6 nn., aprile-giugno 1937; Milano, Rizzoli, 1941.[7]
- L'amico gesuita, Milano-Roma, Rizzoli, 1943. (racconti)
- Fuga in Italia, Milano, Longanesi, 1947.
- A cena col commendatore, Milano, Longanesi, 1950.
- L'accalappiacani, Roma, Atlante, 1953.
- Le lettere da Capri, Milano, Garzanti, 1954; (Premio Strega).[8]
- La confessione, Milano, Garzanti 1955.
- I racconti, Milano, Garzanti, 1957; I racconti 1927-1947, Milano, A. Mondadori, 1961.
- Il vero Silvestri, Milano, Garzanti, 1957.
- La messa dei villeggianti, Milano, A. Mondadori, 1959.
- Canzonette e viaggio televisivo, Milano, A. Mondadori, 1962. (poesie)
- Storie di spettri, Milano, A. Mondadori, 1962.
- Le due città, Milano, Garzanti, 1964.
- La busta arancione, Milano, A. Mondadori, 1966.
- I racconti del maresciallo, Milano, A. Mondadori, 1967.
- Fuori, Milano, A. Mondadori, 1968.
- L'attore, Milano, A. Mondadori 1970. Premio Campiello
- 55 novelle per l'inverno, Milano, A. Mondadori, 1971.
- Da spettatore, Milano, A. Mondadori, 1973.
- Un prato di papaveri. Diario 1947-1964, Milano, A. Mondadori, 1973.
- Lo smeraldo, Milano, A. Mondadori, 1974.
- Il polipo e i pirati, Milano, Emme, 1974. (fiaba illustrata)
- Lo specchio inclinato. Diario 1965-1971, Milano, A. Mondadori, 1975. Premio Bagutta[9]
- La sposa americana, Milano, A. Mondadori, 1977. Premi Napoli[10]
- Lettere di Mario Soldati. Dal 3-11-78 al 12-8-79, Milano, A. Mondadori, 1979.
- Addio diletta Amelia, Milano, A. Mondadori, 1979.
- 44 novelle per l'estate, Milano, A. Mondadori, 1979.
- L'incendio, Milano, A. Mondadori, 1981.
- La casa del perché, Milano, A. Mondadori, 1982.
- Nuovi racconti del maresciallo, Milano, Rizzoli, 1984. ISBN 88-17-66699-8.
- Sua maestà il Po, Milano, A. Mondadori, 1984.
- L'architetto, Milano, Rizzoli, 1985. ISBN 88-17-66701-3.
- El Paseo de Gracia, Milano, Rizzoli, 1987. ISBN 88-17-66703-X.
- Rami secchi, Milano, Rizzoli, 1989. ISBN 88-17-66700-5. (ritratti e ricordi)
- La finestra, Milano, Rizzoli, 1991. ISBN 88-17-66702-1.
- Opere

I, Racconti autobiografici, a cura di Cesare Garboli, Milano, Rizzoli, 1991. ISBN 88-17-66704-8.
II, Romanzi brevi, a cura di Cesare Garboli, Milano, Rizzoli, 1992. ISBN 88-17-66706-4.
- La giacca verde, Milano, Rizzoli, 1993. ISBN 88-17-66707-2.
- Le sere, Milano, Rizzoli, 1994. ISBN 88-17-66708-0.
- Tentazioni, Novara, Interlinea, 1996. ISBN 88-8212-102-X.
- Racconto di Natale, Vicenza, La locusta, 1998.
- Il padre degli orfani, Palermo, Sellerio, 2006. ISBN 88-389-2095-8.
- Cinematografo. Racconti, ritratti, poesie, polemiche, Palermo, Sellerio, 2006. ISBN 88-389-2112-1.
- Un sorso di Gattinara e altri racconti, Novara, Interlinea, 2006. ISBN 88-8212-564-5.
- Natale e satana e altri racconti, Novara, Interlinea, 2006. ISBN 88-8212-584-X.
- Romanzi, Milano, A. Mondadori, 2006. ISBN 88-04-51583-X.
- Romanzi brevi e racconti, Milano, Mondadori, 2009. ISBN 978-88-04-54465-4.
- Boccaccino, Milano, Aragno, 2009. ISBN 978-88-8419-411-4.
- La madre di Giuda, Pilato, Torino, Aragno, 2010. ISBN 978-88-8419-455-8.
- Il profumo del sigaro Toscano, Bologna, Ogni uomo e tutti gli uomini, 2010. ISBN 978-88-96691-17-5.
- America e altri amori. Diari e scritti di viaggio, Milano, A. Mondadori, 2011. ISBN 978-88-04-60479-2.
- Il berretto di cuoio e altri racconti, Milano, Il Sole 24 Ore, 2012.
- La mamma dei gatti, Milano, Beyle, 2013. ISBN 978-88-97608-47-9.

## Filmografia com a director i guionista
- La principessa Tarakanova (1938)
- La signora di Montecarlo (1938)
- Due milioni per un sorriso (1939)
- Tutto per la donna (1939)
- Dora Nelson (1939)
- Piccolo mondo antico (1941)
- Tragica notte (1942)
- Malombra (1942)
- Chi è Dio (1945)
- Quartieri alti (1945)
- Le miserie del signor Travet (1946)
- Eugenia Grandet (1947)
- Daniele Cortis (1947)
- Fuga in Francia (1948)
- Quel bandito sono io (1950)
- Botta e risposta (1950)
- Donne e briganti (1950)
- È l'amor che mi rovina (1951)
- O.K. Nerone (1951)
- Il sogno di Zorro (1952)
- Le avventure di Mandrin (1952)
- I tre corsari (1952)
- Jolanda, la figlia del Corsaro Nero (1952)
- La provinciana (1953)
- Il ventaglino (1954)
- La mano dello straniero (1954)
- La dona del riu (1954)
- Era di venerdì 17 (1957)
- Italia piccola (1957)
- Policarpo, ufficiale di scrittura (1959)